# Goinfrex et Ronflex
Goinfrex (ゴンベ, Gonbe, dans les versions originales en japonais) et son évolution Ronflex (カビゴン, Kabigon) sont deux espèces de Pokémon.

## Création

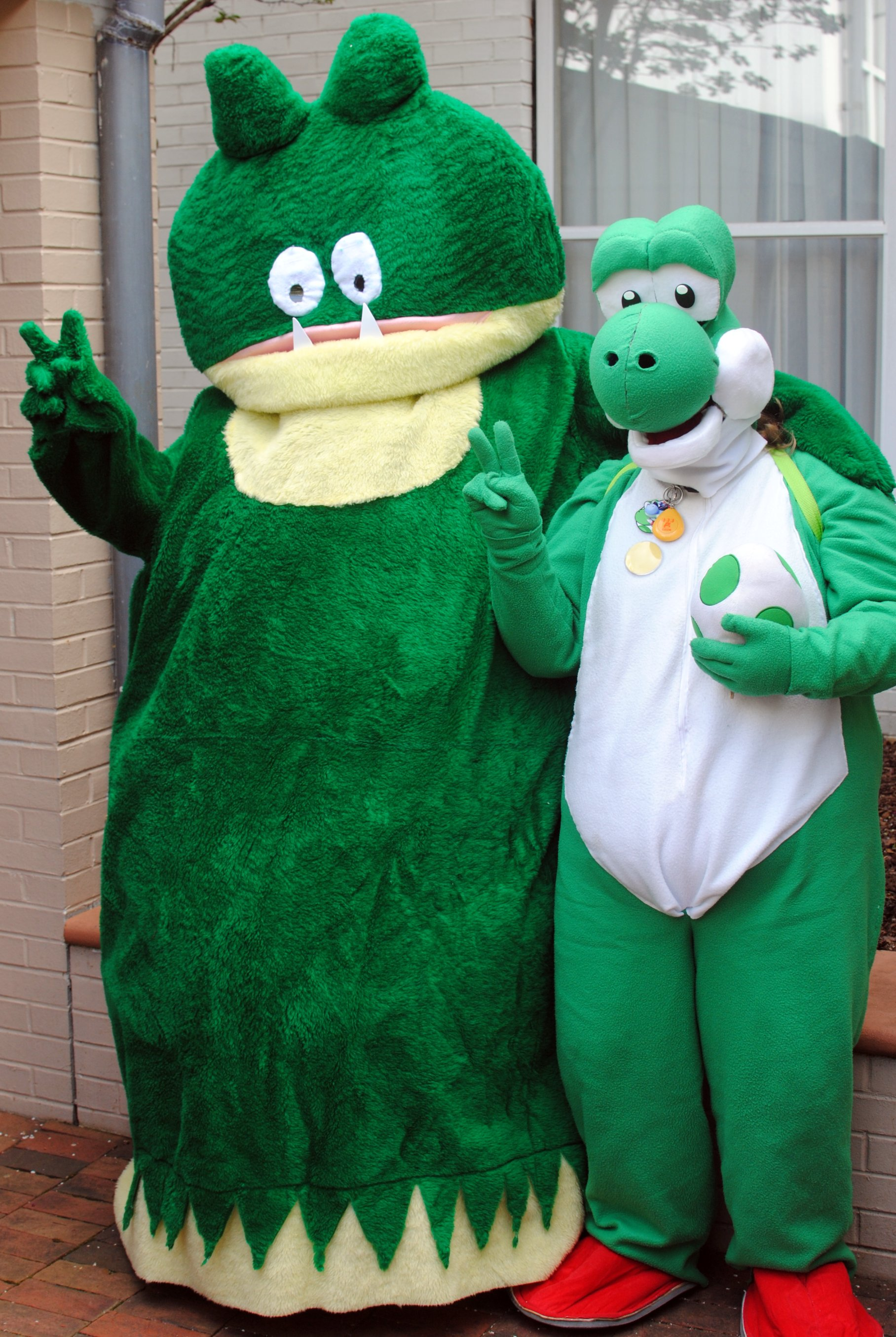
Cosplay de Goinfrex (à gauche) à la PersaCon 2011, aux États-Unis.

### Étymologie
Le nom de Ronflex provient du mot « ronflement » et « relax ».

## Description

### Goinfrex
Goinfrex est un Pokémon. C'est la pré-évolution de Ronflex. Alors que ce dernier est très paresseux, Goinfrex est un Pokémon qui a tout le temps besoin de se défouler. Il n'a pas de pré-évolution et c'est un Pokémon de type normal de quatrième génération. Comme son nom l'indique c'est un vrai goinfre. Dans la série, Flora et Max sont obligés de lui donner des Pokéblocs pour qu'il se calme. Il cache la nourriture dans sa fourrure.

### Ronflex
Ronflex est un Pokémon de type normal de première génération. Ce Pokémon est très paresseux et passe le plus clair de son temps à dormir. Quand il ne dort pas, il mange tout ce qu'il peut avant de partir en quête d'un endroit agréable pour se rendormir. La seule chose qui peut le réveiller est la « poké-flûte » (flûte pokémon). Il a un estomac qui peut digérer n'importe quoi.

### Ronflex gigamax
Ronflex gigamax est un Pokémon de type normal. Sur son ventre se trouve une plaine taille +++ avec un arbre géant où pousse de gigantesques baies.

## Apparitions

### Jeux vidéo
Goinfrex et Ronflex apparaissent dans la série de jeux vidéo Pokémon. Ronflex apparaît pour la première fois dans Pokémon Rouge et Vert (Japon) et dans Pokémon Rouge et Bleu (en Europe et aux États-Unis), et Goinfrex apparaît pour la première fois dans Pokémon Diamant et Perle. D'abord en japonais, puis traduits en plusieurs autres langues, ces jeux ont été vendus à près de 200 millions d'exemplaires à travers le monde. Dans les premières versions (Rouge, Bleu, Vert), Ronflex n'apparait que deux fois (ce qui en fait presque  un « pseudo-légendaire ». Endormi en plein milieu de la route, il bloque l'accès à certaines villes et ne peut se réveiller qu'à l'aide d'une PokéFlûte.

### Série télévisée et films
La série télévisée Pokémon ainsi que les films sont des aventures séparées de la plupart des autres versions de Pokémon et mettent en scène Sacha en tant que personnage principal. Sacha et ses compagnons voyagent à travers le monde Pokémon en combattant d'autres dresseurs Pokémon. Dans la deuxième saison durant laquelle Sacha traverse les Îles Oranges, celui-ci capture un Ronflex qu'il enverra ensuite au laboratoire du Professeur Chen. Ronflex, bien que n'étant pas un Pokémon de type Eau, est réputé pour être un excellent nageur.